# Olga Zubova
Pour les articles homonymes, voir Zubova.
Olga Zubova, née le 9 décembre 1993 est une haltérophile russe.

## Palmarès

### Haltérophilie aux Jeux olympiques
- Haltérophilie aux Jeux olympiques de la jeunesse d'été de 2010
  -  Médaille d'or en plus de 63 kg.

### Championnats du monde d'haltérophilie
- Championnats du monde d'haltérophilie 2010 à Antalya
  - 10e en moins de 69 kg.

### Championnats d'Europe d'haltérophilie
- Championnats d'Europe d'haltérophilie 2012 à Antalya
  -  Médaille d'or en moins de 75 kg.

### Universiade
- Universiade d'été de 2013 à Kazan
  -  Médaille d'or en moins de 75 kg.